# Jane Goodall
Dame Jane Morris Goodall (tên khai sinh Valerie Jane Morris-Goodall, ngày 3 tháng 4 năm 1934 -) là nhà linh trưởng học, tập tính học và nhân chủng học người Anh và là sứ giả hòa bình của Liên Hợp Quốc. Bà được xem là chuyên gia hàng đầu thế giới về tinh tinh với 45 năm nghiên cứu về các mối quan hệ xã hội và gia đình của tinh tinh hoang dã trong vườn quốc gia Gombe Stream, Tanzania.